# Schlacht auf dem Kulikowo Pole
Die Schlacht auf dem Kulikowo Pole (russisch Куликовская битва; auch Schlacht auf dem Schnepfenfeld) war eine umfassende Schlacht zwischen dem Heer der russischen Fürstentümer und der mongolischen Goldenen Horde am 8. September 1380 im Südosten der heutigen Oblast Tula. Sie endete mit einer vernichtenden Niederlage des mongolischen Heeres und gilt als ein wichtiger Meilenstein auf dem Weg zur Beseitigung der Mongolenherrschaft in Russland.

## Vorgeschichte
Die russischen Streitkräfte wurden von Dmitri Donskoi, Großfürst von Moskau, angeführt. Der Gegenspieler Dmitri Donskois in der Goldenen Horde war der Emir Mamai. Dmitri führte in den Jahren zuvor eine Politik der Emanzipation von der Oberherrschaft der Goldenen Horde und verweigerte seit mehreren Jahren Tributzahlungen. Durch seinen Sieg über die Truppen Mamais in der Schlacht an der Woscha am 11. August 1378 wurde sein Ansehen in den immer noch weitgehend zersplitterten russischen Fürstentümern groß, so dass sie ihre Truppen für ein großes gemeinsames Heer unter seiner Führung zur Abwehr des neuen großen Feldzugs von Mamai bereitstellten.

## Verlauf
Wie bereits in der Schlacht an der Woscha gelang es dem Moskauer Großfürsten, den Mongolen ein ungünstiges Schlachtfeld aufzuzwingen. Die Mongolen brauchten Platz für ihre Reiterei, um ihren Pfeilhagel in sicherer Entfernung zum Feind abschießen zu können. Das russische Heer kämpfte aber aus einer gut gesicherten Defensive heraus und bot den Mongolen nicht den notwendigen Bewegungsspielraum.
In der Schlacht an der Woscha im Jahr 1378 waren es der Fluss und ein Hügel, die das mongolische Heer behinderten. Der russische Gegenangriff drängte die Mongolen in den Fluss; ein Punkt, welcher der Überheblichkeit ihrer Heerführer (Mamais Abgesandter Mursa Begitsch und Unterführer) geschuldet war, die kurzerhand frontal durch den Fluss angreifen ließen.
Der Anmarsch war für die russischen Truppen nicht einfach, denn der Großfürst musste die mögliche Vereinigung der gleichfalls anrückenden Litauer mit den Mongolen verhindern. Da Mamai aber beim Anmarsch von der Nähe der Moskauer Truppen zu spät erfuhr (und auch aufgrund der inneren Verhältnisse der Horde zum Erfolg verdammt war), zwang ihm Dmitri Donskoi mit dem Kulikowo Pole erneut ein ungünstiges Schlachtfeld auf. Dmitris Flanken waren rechts durch Schluchten, links durch Wälder und einen Nebenfluss (Smolka) gedeckt. So mussten die Mongolen auf einem für ihre Reiterei ungünstigen Gelände frontal angreifen. Es zeigte sich, dass Dmitri auch seine Reserve am linken Flügel richtig positioniert hatte, was den Mongolen nach einem Durchbruch den Erfolg verwehrte. Mamai erlitt nach erbitterter Schlacht eine vollständige Niederlage, doch gelang ihm die Flucht ins Exil zu den Genuesen auf die Krim, wo er schließlich vergiftet wurde.

## Folgen

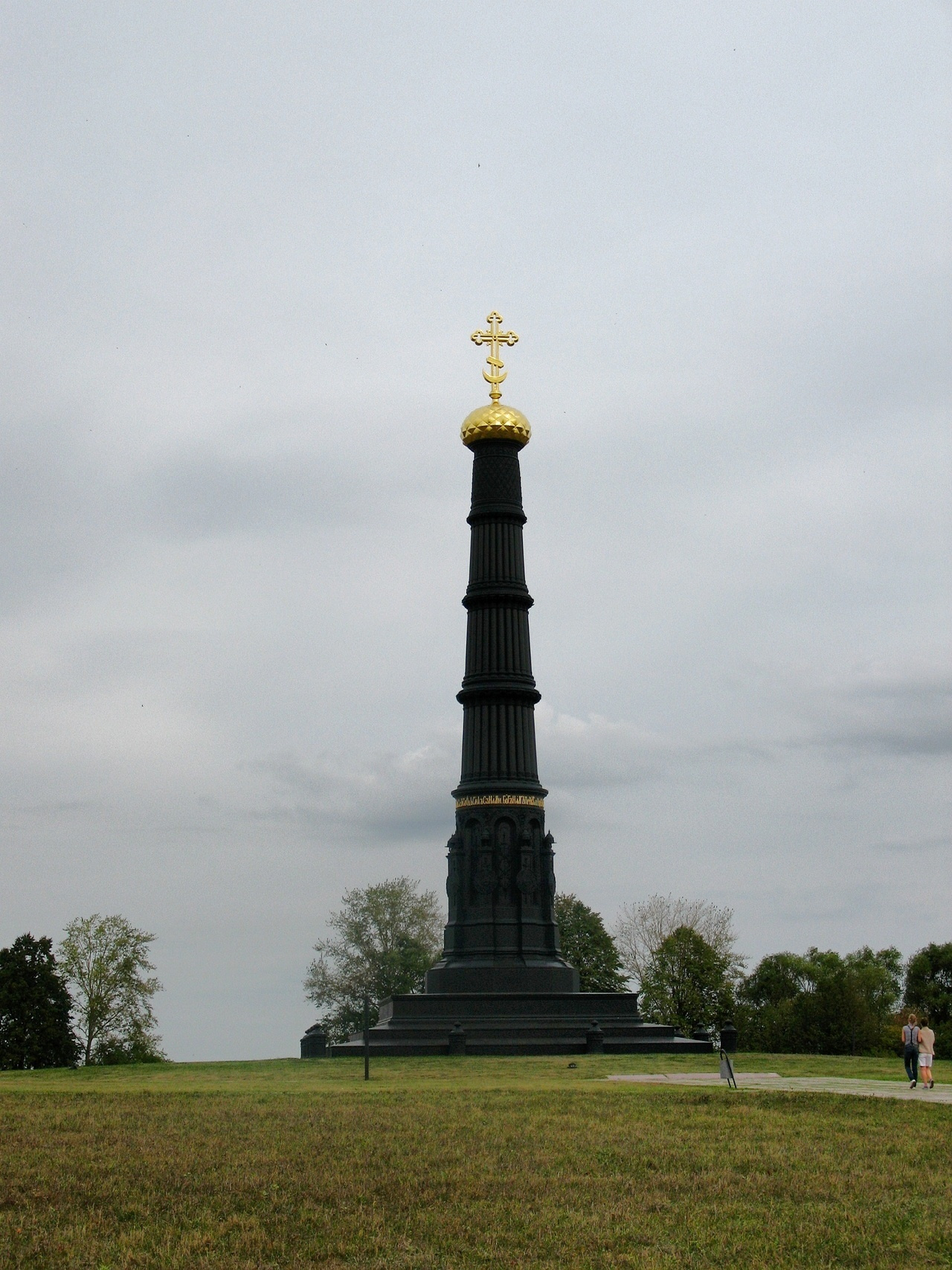
Der Siegesobelisk (1850) in der Nähe des historischen Schlachtfeldes

Der Sieg über die Mongolen hatte eine immense psychologische Bedeutung für die noch weitgehend zersplitterten russischen Fürstentümer. Er zeigte, dass die Mongolen nicht unbesiegbar waren, wenn verschiedene russische Fürstentümer gemeinsame Sache machten und ihre Feudalfehden überwinden konnten. Damit war der Weg zur zukünftigen Wiedervereinigung und Zentralisierung als notwendige Voraussetzung zum Abschütteln der Mongolenherrschaft vorgegeben. Diesen Prozess führte fortan das Großfürstentum Moskau, dessen Prestige nach der Schlacht stark gewachsen war, unbestritten an.
Nach der Schlacht auf dem Kulikowo Pole verlor Mamai in der Goldenen Horde den Machtkampf gegen Toktamisch. Auch gegenüber diesem verweigerte Dmitri Donskoi die Wiederaufnahme der Tributzahlungen, was 1382 einen Feldzug von Toktamisch gegen Moskau nach sich zog. Diesmal schaffte es Donskoi nicht, rechtzeitig ein landesweites Heer aufzustellen. In Donskois Abwesenheit belagerten die Mongolen Moskau und konnten es schließlich mit List einnehmen. Ihnen fielen in der Stadt bis zu 24.000 Menschen zum Opfer.
Obwohl dadurch die Oberherrschaft der Goldenen Horde wiederhergestellt war, erreichte sie nach der Schlacht von Kulikowo Pole nie mehr die alte Qualität. 1389 übergab Dmitri Donskoi die Großfürstenwürde an seinen Sohn Wassili I. eigenmächtig, ohne einen Jarlyk des Khans. In der Goldenen Horde musste man einsehen, dass die frühere Möglichkeit, die Machtverhältnisse innerhalb Russlands zu eigenen Gunsten zu strukturieren, nicht mehr vorhanden war. Die Großfürstenwürde von Wladimir wurde zum landesweit anerkannten Erbbesitz von Moskau, so dass ehemalige Konkurrenten wie Twer und Nischni Nowgorod den Kampf um sie aufgaben. In den folgenden Jahrzehnten wurden die Tributzahlungen an die Goldene Horde unregelmäßig und der Wiedervereinigungsprozess unter der Ägide Moskaus ging immer weiter voran. Die Russen begannen, nicht nur defensiv zu agieren, sondern unternahmen auch offensive Feldzüge gegen die Goldene Horde, wie etwa 1399 oder 1431.

## Rezeption
Die nationale russische Geschichtsschreibung verklärte den Sieg auf dem Schnepfenfeld zu einer historischen Großtat, vergleichbar nur mit der Schlacht auf den Katalaunischen Feldern oder der Schlacht bei Tours und Poitiers, die – so eine lange verbreitete Auffassung – Europa vor dem Ansturm Asiens bzw. des Islams gerettet hätten. Dmitri Donskoi gilt durch seinen Sieg heute noch als russischer Nationalheld, von der Russisch-Orthodoxen Kirche wurde er sogar heiliggesprochen. Auf dem Areal des ehemaligen Schlachtfelds wurde eine nationale Gedenkstätte samt einer Gedächtniskirche eingerichtet. 2016 wurde ein großes Museum eröffnet, das der Schlacht gewidmet ist.
Der symbolistische Dichter Alexander Blok schrieb zwischen Juni und Dezember 1908 das Poem На поле Куликовом (Auf dem Schnepfenfeld). In seinem fünfteiligen Poem zeichnet Blok ein Stimmungsbild mit drastischen Bildern: „Jetzt ist es Zeit, das Schwert zu schärfen, damit wir nicht ohne Glück uns mit den Tataren schlagen oder für die heilige Sache verderben!“